# Melissa Eaton
Melissa Eaton-Jackson (Empangeni, 15 januari 1985) is een Zuid-Afrikaanse golfster. Ze speelt sinds 2013 op de Europese Tour.

## Amateur
Melissa begon met haar tweelingzusje pas met golf toen ze 12 jaar was, hoewel haar moeder ook een professionele golfster was. Ze werden in 2001 en 2002 geholpen door de Ernie Els Foundation. 
Melissa studeerde tot 2007 marketing aan de Louisiana State University in Baton Rouge waar Karen Bahnsen haar coach was. Ze werd in 2005, 2006 en 2007 verkozen tot Speelster van het Jaar en Louisiana Sportswoman en speelde die jaren in het eerste team van de universiteit. 

### Gewonnen
- 2001: Zuid-Afrikaans Kampioenschap U21
- 2006: Toernooi van de Collegiate Tour in Louisiana
- 2008: Toernooi van de Suncoast Series

## Professional
Nadat ze in 2007 professional geworden was, speelde ze enkele jaren op de Symetra Tour. In maart 2913 behaalde ze daar haar eerste overwinning. Ondertussen was ze op de Europese Tourschool op de 31ste plaats geëindigd waardoor ze in 2013 op de Ladies European Tour (LET) haar rookieseizoen speelt. 

### Gewonnen
Symetra Tour
- 2013: Florida's Natural Charity Classic (-10)